# Orskov Mk VI
Der Containerschiffstyp Orskov Mk VI wurde in einer Serie von sechs Schiffen gebaut.

## Einzelheiten
Die Baureihe Orskov Mk VI der Fredrikshavner Ørskov Christensen Stålskibsværft wurde in den Jahren 1990 bis 1992 für die Kopenhagener Reederei Knud I. Larsen gebaut. Die Schiffe waren als Mehrzweck-Containerschiffe mit ganz achtern angeordnetem Deckshaus und bordeigenen Kränen ausgelegt. In der Hauptsache wurden sie im Containertransport eingesetzt. Die Kapazität betrug 976 TEU. Die Schiffe der Serie verfügten über zwei an Backbordseite angebrachte Kräne mit 40 Tonnen Tragkraft.
Der Antrieb der Schiffe bestand aus einem MaK-Viertakt-Dieselmotor des Typs 8 M601 mit einer Leistung von 8800 kW. Der Motor trieb einen Wellengenerator und den Verstellpropeller an und ermöglichte eine Geschwindigkeit von 18 Knoten. Weiterhin standen drei Hilfsdiesel des Typs MTU 8V396 mit jeweils 640 kW und ein Notdiesel-Generator zur Verfügung. Die An- und Ablegemanöver wurden durch ein Bugstrahlruder unterstützt.

## Bauliste
| Orskov-Mk-VI-Containerschiffe | Orskov-Mk-VI-Containerschiffe | Orskov-Mk-VI-Containerschiffe | Orskov-Mk-VI-Containerschiffe | Orskov-Mk-VI-Containerschiffe | Orskov-Mk-VI-Containerschiffe |
| Bauname                       | Typ                           | Baunummer                     | IMO-Nummer                    | Ablieferung                   | Umbenennungen und Verbleib |
| ----------------------------- | ----------------------------- | ----------------------------- | ----------------------------- | ----------------------------- | --- |
| Flemming Sif                  | Mk VI                         | 164                           | 8901640                       | 21. Dezember 1990             | 1994 Sea-Land Honduras, 2001 Flemming Sif, 2002 Toubkal, ab 24. Januar 2018 in Aliağa verschrottet. |
| Kathrine Sif                  | Mk VI                         | 163                           | 8901638                       | 14. September 1990            | 1994 Sea-Land Guatemala, 1999 Maersk Lamentin, 2002 Kathrine Sif, 2002 CMA CGM Rabat, 2012 Rabat, ab 18. Dezember 2012 von Simsekler in Aliağa verschrottet.                                                                               |
| Colleen Sif                   | Mk VI                         | 173                           | 8912455                       | 25. April 1991                | 1994 Sea-Land Costa Rica, 1999 Colleen Sif, 2002 OPDR Madeira, 2002 Colleen Sif, 2002 MSC Sebnem, 2013 Horace A., 2016 Cornelius A., ab 4. Dezember 2018 in Aliağa verschrottet.                                                           |
| Lone Sif                      | Mk VI-S                       | 153                           | 9002398                       | 12. Juni 1992                 | 1992 Norasia Melita, 1996 Lone Sif, 1998 Thor Sif, 1998 Thor Lone, 2002 OPDR Cadiz, 2003 Thor Lone, 2004 Maersk Rennes, 2006 MOL Brilliant, 2008 Brilliant, 2008 Tiger Star, 2009 Brilliant, ab 15. April 2017 in Chittagong verschrottet. |
| Susanne Sif                   | Mk VI-S                       | 154                           | 9002403                       | 11. Dezember 1992             | 1992 Norasia Adria, 1996 Susanne Sif, 1998 Thor Susanne, 1998 Maersk Basse Terre, 1999 Thor Susanne, 2004 Susanne, 2012 AT 14, ab 17. Juni 2015 von Jawandamal Dhannamal in Alang verschrottet.                                            |
| Maersk Lima                   | Mk VI-S                       | 160                           | 9020950                       | 14. Dezember 1992             | als Gitte Sif auf Kiel gelegt, 1996 Gitte Sif, 1998 Maersk Santo Tomas, 2003 Thor Gitte, 2003 P&O Nedlloyd Cagliari, 2005 Gitte, 22. Oktober 2017 von Salam International in Gadani verschrottet.                                          |
| Daten: Miramar                |                               |                               |                               |                               | |